# Jasmine Dum-Tragut
Jasmine Dum-Tragut (* 10. Juni 1965 in Voitsberg) ist eine österreichische Armenologin.

## Leben
Nach der Matura an der BHAK Voitsberg 1984 absolvierte sie ein Diplomstudium der Allgemeinen Sprachwissenschaft, der Slawistik/Russisch Diplom, sowie Ergänzungsstudium Indogermanistik an der Universität Graz (1984–1990) und an der staatlichen Universität Jerevan (1988–1990). Nach der Promotion zum Dr. phil. (1994) bekam sie von 1998 bis 2001 ein APART-Stipendium der Akademie der Wissenschaften. Von 29. September bis 1. Oktober 1999 organisierte und leitete sie die VIII. AIEA General Conference an der Universität Wien (Konferenz für Armenische Studien). 2002 wurde sie zur Universitätsdozentin an der Universität Salzburg mit der Venia docendi Sprachwissenschaft unter besonderer Berücksichtigung Armenologie habilitiert. Von 2002 bis 2004 arbeitete sie im FWF-Forschungsprojekt Das Kilikische Heilbuch für Pferde – Übersetzung – Kommentar und Glossar in Salzburg und Wien. 
Im Jahr 2003 leitete sie den archäologischen Survey der Universität Innsbruck in Armenien. Von 2005 bis 2008 leitete sie das FWF-Projekt Eine holistische Grammatik des Neuostarmenischen am Institut für Sprachwissenschaft in Kooperation mit dem Lehrstuhl für Armenologie in Leiden und dem Max-Planck-Institut für evolutionäre Anthropologie in Leipzig. Ihr hierzu 2009 veröffentlichtes Werk ist die erste wissenschaftliche Darstellung des Ostarmenischen in einer europäischen Sprache. 2005 organisierte sie die internationalen Workshops Armenian Architecture and Art in Salzburg und Armenische Syntax in Paris.
Seit 2005 ist sie eine der Grabungsleiter des Projektes Aramus der Universität Innsbruck mit den nachfolgenden Subprojekt Mittelalterliches Aramus in Aramus (Projekte Mittelalterliche Geschichte von Aramus sowie Die frühmittelalterlichen Kirchen von Aramus, 2004; Der Friedhof von Aramus, 2005), das interdisziplinäre Projekt Die Kirche des Hl. Johannes in Avan (Jerewan) in Zusammenarbeit mit LEICA, 2006. Seit 1992 lehrt sie an den geisteswissenschaftlichen und theologischen Fakultäten der Universitäten Graz, Wien, Salzburg und Innsbruck sowie an der Staatlichen Universität Jerewan und an der Universität München. Von der OSZE beauftragt, war sie Wahlbeobachterin in Armenien (1998/1999). Im Oktober 1999 wurde sie zum außerordentlichen Kulturattaché der armenischen Botschaft in Österreich ernannt. Seit Herbst 2002 ist sie Mitarbeiterin am Institut für den Christlichen Osten am Internationalen Forschungszentrum in Salzburg. Von 2003 bis 2005 war sie Vorsitzende der Deutsch-Armenischen Gesellschaft. Sie ist Vorstandsmitglied der AIEA (Association internationale des études arméniennes) und Vollmitglied von SAS (Society for Armenian Studies), DAG (Deutsch-Armenische Gesellschaft), ALT (Association for Linguistic Typology) und Foundation for Endangered Languages.

## Schriften (Auswahl)
- Armenier in Österreich. Katalog zur Ausstellung an der Universitätsbibliothek der Karl-Franzens-Universität Graz, 6. November – Mitte Dezember 1995. Institut für Sprachwissenschaft, Graz 1995, OCLC 37221016.
- mit Erich Renhart: Aber unvergänglich sind wir wie unsere Berge. Armenien. Pfarre Graz-Kalvarienberg, Graz 1997, OCLC 742328191.
- als Herausgeberin: Die armenische Sprache in der Europäischen Diaspora. (= Grazer linguistische Monographien. Band 13). Institut für Sprachwissenschaft, Graz 1997, ISBN 3-901600-12-4.
- Armenien entdecken. 3000 Jahre Kultur zwischen Ost und West. Trescher, Berlin 2001, ISBN 3897940043; 9. aktualisierte Auflage: Trescher, Berlin 2018, ISBN 3897944480.
- als Herausgeberin mit Erich Renhart: Armenische Liturgien. Ein Blick auf eine ferne christliche Kultur (= Heiliger Dienst. Ergänzungsband 2). Graz/Salzburg, Schnider 2001, ISBN 3-902020-10-5.
- Word order correlations and word order change. An "applied-typological" study on literary Armenian varieties (= LINCOM studies in Indo-European linguistics. Band 22). LINCOM Europa, München 2002, ISBN 3-89586-751-9 (zugleich Habilitationsschrift, Salzburg 2002).
- Kilikische Heilkunst für Pferde. Das Vermächtnis der Armenier. Kommentar – Übersetzung – Glossar. (= Documenta hippologica). Olms, Hildesheim/Zürich/New York 2005, ISBN 3-487-08455-4.
- Armenian. Modern Eastern Armenian. (= London Oriental and African language library. Band 14). Benjamins, Amsterdam 2009, ISBN 978-90-272-3814-6.
- als Herausgeberin mit Uwe Bläsing: Cultural, linguistic and ethnological interrelations in and around Armenia. Cambridge Scholars Publishing, Newcastle upon Tyne 2011, ISBN 1-4438-2645-6.